# Krowia Góra
Krowia Góra est une localité polonaise de la gmina de Łoniów, située dans le powiat de Sandomierz en voïvodie de Sainte-Croix.